# Семпіоне (парк)

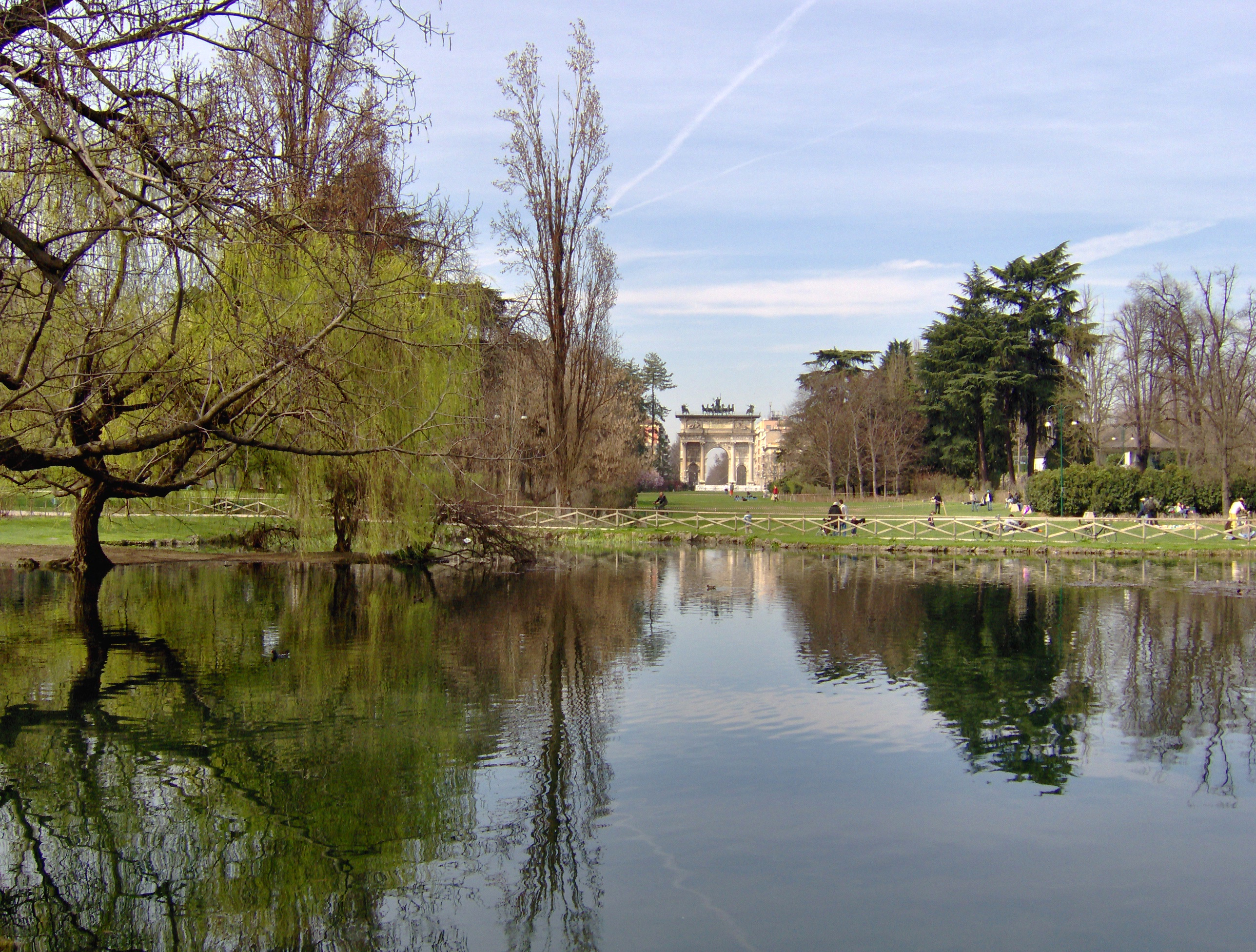
Парк Семпіоне

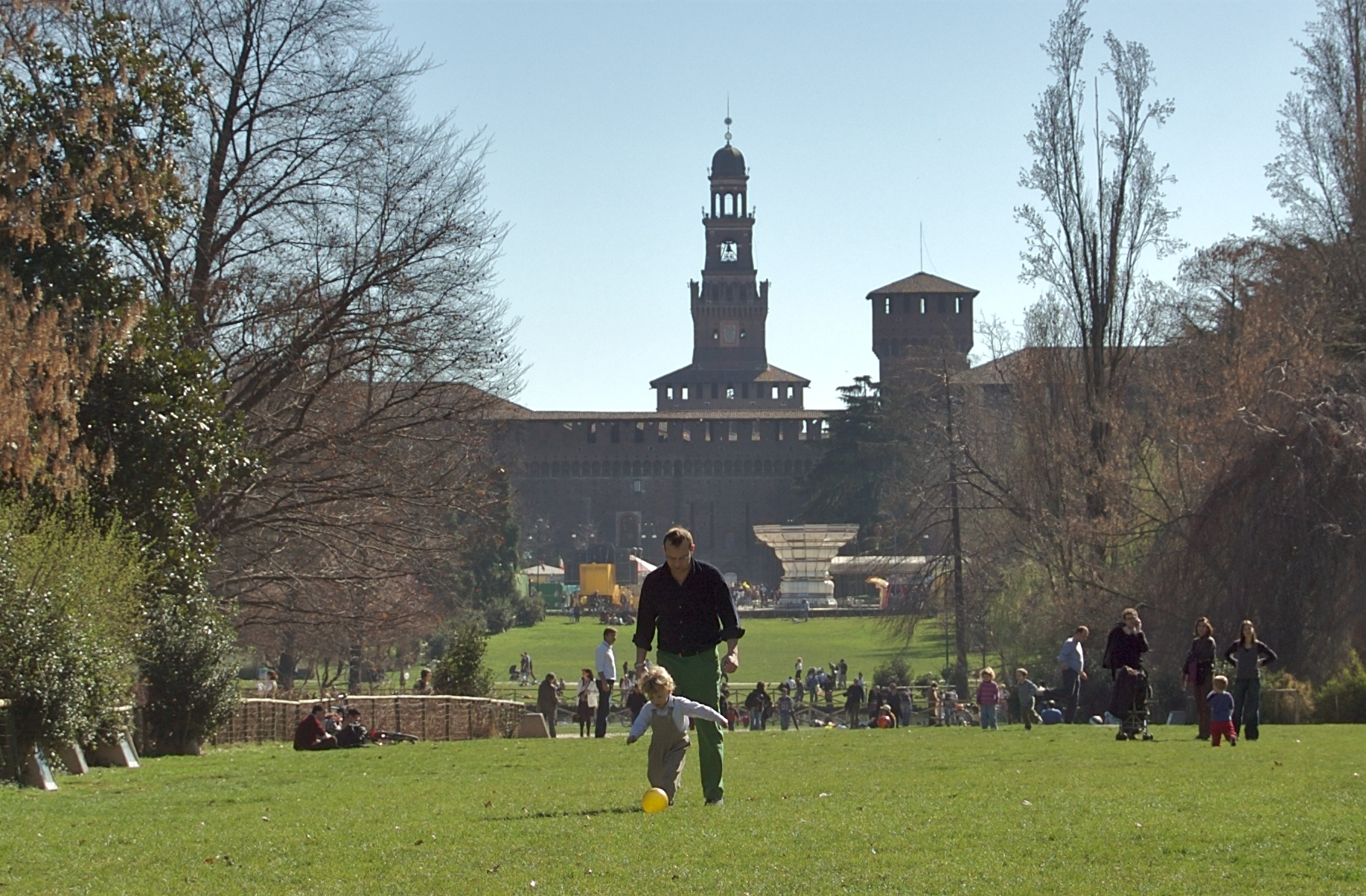
Парк Семпіоне

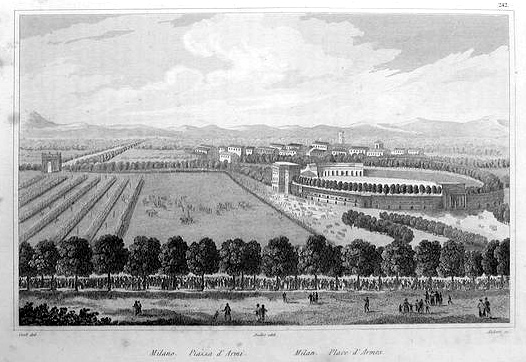
Milano — Piazza d'Armi — da — Audot — L'Italie (…), Paris, Audot Fils, 1834—1837

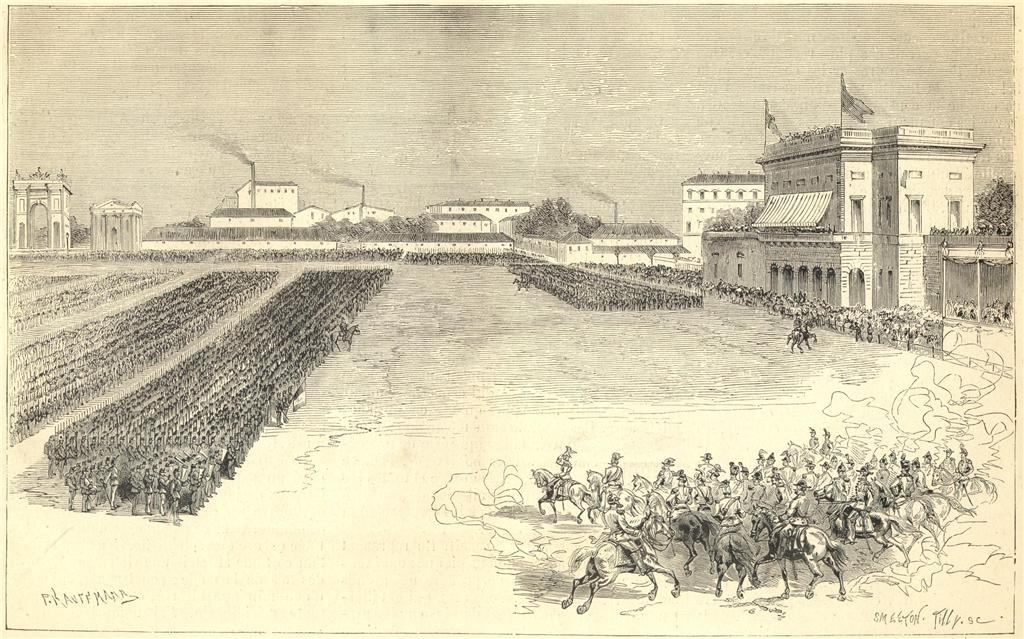
P. Kauffmann & Joseph Burn Smeeton e Auguste Tilly (+1898) — The great review of the Army Plaza for Wilhelm II of Germany, in Milan (1875) — L'illustration, 1875

Парк Семпіоне — парк, створений наприкінці 19 століття на місці плацу Замку Сфорца, розташований у зеленому районі міста Мілан, займає площу у 386 000 м².

## З історії
Назва походить від Corso Sempione — основної дороги, побудованої за часів Наполеона. Парк Семпіоне був створений у 1888 році на місці колишнього плацу неподалік замку «Castello Sforzesco» завдяки ряду обставин: 

- несприйняття населенням проєкту інтенсивної забудови ділянки включно із знесенням частини замку;
- ця ділянка традиційно використовувалася як місце для прогулянок, кінних перегонів та святкувань революційної епохи.

Будівельна криза вивільнила багатьох працівників цієї галузі та архітекторів і виявилася тим поштовхом, що прискорив створення парку. У 1889 році архітектор Emilio Alemagna розробив проєкт парку з наміром створити чудову перспективу між замком і Аркою Миру, динамічний простір та пагорб в центральній частині парку, створення розкішного мосту (за проєктом 1891 р.) для сполучення з вулицею «ХХ вересня» («Via XX Settembre»). Ландшафтний дизайн був розроблений в англійському стилі з мальовничими деревами та кущами, квітниками і звивистими стежками, ставками, природними каналами.

Серед багатьох проєктів оновлення парку — його розширення після Другої світової війни, здійснене Porcinai та Viganò, з перетворенням площі «Арка Миру» та останного відрізка корсо Семпіоне (Corso Sempione) на пішохідну зону, зміна кордонів парку з прилеглими територіями між вул. Канова і вул. Мельці д'Еріл.

З моменту створення парк залишається улюбленим місцем відпочинку міланців та гостей міста; він тісно пов'язаний з мистецтвом, тут проводять численні експозиції. Серед важливих споруд в парку — Палац мистецтв, міська арена, міський акваріум Локаті і Вежа Літторія-Бранка, створена Джіо Понті у 1932 році. Гідна уваги також бібліотека, спроєктована Лонґі і Парізі.

Парк покритий бездротовою мережею для навігації в інтернеті, наданою міською владою Мілану. Парку присвячена пісня, написана 2008 р. групою «Еліо та напружені історії».